# چوبانلار
چوبانلار یکی از روستاهای استان آذربایجان شرقی است که در دهستان اوچ‌هاچا بخش مرکزی شهرستان اهر واقع شده‌است.این روستا ۸۴ نفر جمعیت دارد.